# 小行星8520
小行星8520（英語：8520）是一颗围绕太阳公转的小行星。1992年3月6日，烏普薩拉－ESO小行星及彗星巡天在拉西拉天文台发现了此天体。
这颗小行星的绝对星等为158.05777等。